# École nationale d'administration

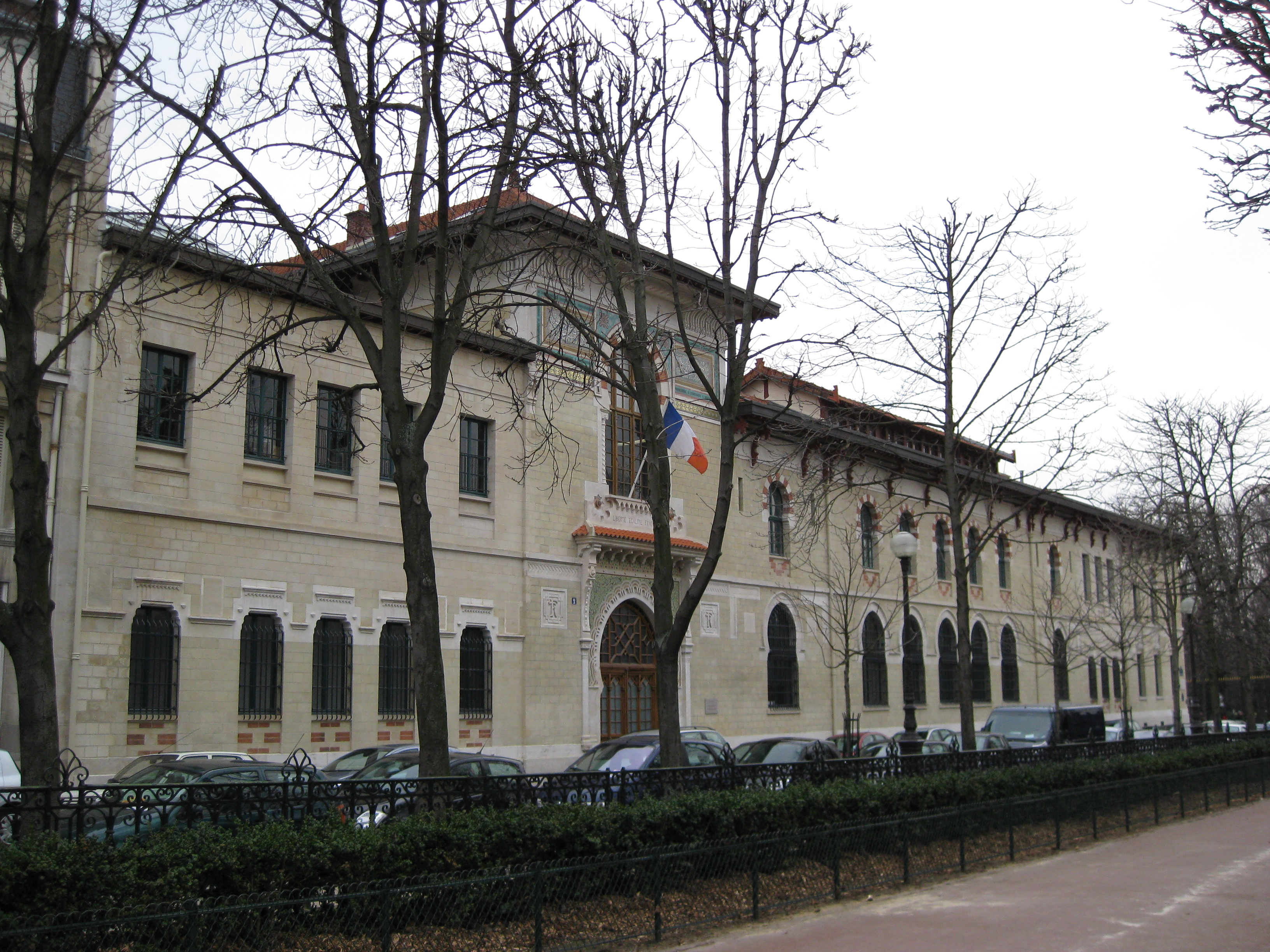
École nationale d'administration

De École nationale d'administration (ENA) was een Franse hogeschool waar veel Franse hoge ambtenaren worden opgeleid. Mensen die een opleiding aan de ENA hebben gevolgd worden énarques genoemd.
De École nationale d'administration behoort tot het systeem van de Franse Grandes écoles, staatsscholen die alleen leerlingen toelaten na een streng toelatingsexamen. Ze is enigszins te vergelijken met een militaire academie, maar dan voor burgerlijke functies.
De ENA werd op 9 oktober 1945 opgericht door de toenmalige voorlopige regering van generaal Charles de Gaulle. Het was de communistenleider Maurice Thorez, toen vicepremier, die het plan uitwerkte. Staatsraad en latere premier Michel Debré werd de eerste (waarnemende) directeur. Bedoeling was om de toekomstige bekleders van hoge staatsambten te rekruteren op voet van gelijkheid.
De ENA was eerst gevestigd in Parijs maar werd vanaf 1991 geleidelijk overgeplaatst naar Straatsburg, om de Europese verbondenheid uit te drukken. Daarom wordt de school nu ook École européenne de gouvernance genoemd. Wel blijven een aantal diensten in Parijs, omdat de studenten stages moeten volgen in de Franse hoofdstad.
In april 2019 werd bekendgemaakt dat de Franse president Emmanuel Macron concrete plannen overwoog de ENA te sluiten en te komen tot een selectie van ambtenaren "uitsluitend gebaseerd op verdienste en niet op sociale- of familieoorsprong". Op 25 april 2019 maakte Macron tijdens een grote persconferentie op het Élysée zijn wens om de ENA te sluiten en de procedures voor werving en training van hoge ambtenaren te herzien publiek bekend. Een vervangend opleidingsinstituut moet volgens Macron beter rekruteren in alle lagen van de Franse bevolking en een bredere vorming bieden.
Op 8 april 2021 werd door president Macron het einde van de ENA afgekondigd.

## Toelatingsexamen
Om aan de ENA te studeren, moet men behoren tot de best geslaagden in een examen. Jaarlijks worden drie examens afgenomen:
- een "concours externe", voor houders van een universitair diploma
- een "concours interne", voorbehouden aan ambtenaren die al een tijd in dienst zijn
- een "troisième concours", waar mensen met beroepservaring buiten de ambtenarij aan kunnen deelnemen

Ten slotte vindt nog internationale rekrutering plaats, waar niet-EU-burgers aan deel kunnen nemen, met de bedoeling hen op te leiden voor een ambt in hun eigen land. In de praktijk gaat het vooral om inwoners van voormalige Franse koloniën in Afrika.
Jaarlijks wordt maar een beperkt aantal leerlingen toegelaten; nog geen 8% van het totaal aantal kandidaten. Tot in 2003 telde elke promotie minder dan honderd leerlingen, de buitenlandse rekrutering niet inbegrepen. De grote meerderheid komen binnen via het concours externe. Vaak schrijven mensen zich in na eerst aan het Institut d'études Politiques de Paris (beter bekend als Sciences Po) te hebben gestudeerd.

## Opleiding
De opleiding en het ingangsexamen zijn gratis. De leerlingen ontvangen tijdens hun opleiding een salaris van 1370 euro per maand. Ambtenaren die al in dienst zijn als ze aan de ENA studeren, ontvangen meer.
De vorming aan de ENA duurt iets meer dan twee jaar. Naast het volgen van cursussen moeten de leerlingen stage lopen in overheidsdiensten. Er zijn drie richtingen die men kan volgen: Europese en internationale instellingen, plaatselijke besturen (voornamelijk prefecturen) en publiek management.
Op het einde kiezen de best geklasseerden in het eindexamen meestal voor een functie in een van de meest prestigieuze staatsdiensten (de zogenoemde grands corps de l'Etat): de Raad van State, het Rekenhof, de Inspectie van Financiën of de diplomatie. Velen onder de afgestudeerden worden later prefect.
Daarnaast organiseert de ENA enkele gespecialiseerde opleidingen in bestuur en management. Dat verloopt meestal in samenwerking met andere instellingen, onder meer het Europees Instituut voor Bestuurskunde (EIPA) in Maastricht. Er worden ook bijkomende vormingscycli en seminaries gehouden.

## Kritiek
Hoewel de ENA bedoeld was om iedereen op vlak van gelijkheid en onpartijdigheid toe te laten tot hoge ambten, is er juist veel kritiek op het elitair karakter van de afgestudeerden. Bovendien bevestigt het door de school afgeleverde ambtenarenkorps het gecentraliseerd en bureaucratisch karakter van de Franse staat.
Afgestudeerden van de ENA worden vaak bekritiseerd om hun technocratische en arrogante zienswijze. De net aan de ENA afgestudeerde Jacques Chirac bijvoorbeeld werd ooit geparodieerd in een album van Asterix (als een Romeinse bureaucraat in het album Obelix & Co.).
Dit is het gevolg van de belangrijke rol die oud-leerlingen van de ENA spelen in het openbaar leven, zeker in de politiek. De linkse politicus Jean-Pierre Chevènement, die er zelf studeerde, voerde in 1967 het begrip enarchie in en vergeleek de énarques met nieuwe mandarijnen.
Deze kritiek is heden ten dage nog steeds te horen, waarbij het de énarques wordt verweten hoge posities te monopoliseren zonder echt effectief te zijn. De laatste decennia worden de énarques bovendien steeds meer gevraagd aan de top van grote privé-bedrijven, waar ze vaak veel meer verdienen dan in overheidsdienst, maar wel goede relaties behouden met hun studiegenoten bij de overheid. Deze overstap wordt pantouflage genoemd, ook in de omgekeerde richting: van de privé-sector naar het openbaar bestuur.
Sommige presidentskandidaten, zoals François Bayrou in 2007, stelden zelfs de afschaffing van de ENA voor.
Bovenal was er kritiek voor het systeem van het klassement, waarbij de best gerangschikten in het eindexamen mochten kiezen voor de mooiste functies. Het klassement werd in 2011 dan ook afgeschaft en vervangen door een "bekwaamheidsdossier".
Onder Franse politici is het gebruikelijk om het ENA te bekritiseren, zelfs als men er zelf gestudeerd heeft. Omgekeerd zijn dergelijke Grandes écoles volgens de Franse socioloog Michel Crozier de geschikte plaats om politici te rekruteren, omdat hun persoonlijke status hun de vrijheid geeft om zelfs binnen bureaucratische instellingen de inertie te doorbreken.

## Bekende alumni
- Presidenten: Valéry Giscard d'Estaing, Jacques Chirac, François Hollande en Emmanuel Macron.
- Eerste ministers: Laurent Fabius, Michel Rocard, Édouard Balladur, Alain Juppé, Lionel Jospin, Dominique de Villepin en Édouard Philippe
- Enkele andere politici: Philippe Séguin, Elisabeth Guigou, Martine Aubry, Ségolène Royal, Philippe de Villiers, Claude Guéant, Jean-François Deniau, Jean-Pierre Chevènement, Florence Parly, Bruno Le Maire
- Bedrijfsleiders: Alexandre de Juniac, Jean-Marie Messier, François Pérol, Stéphane Richard, Ernest-Antoine Seillière, Louis Schweitzer, Gérard Mestrallet, Baudouin Prot, Paul Hermelin, Yves-Thibault de Silguy.
- Internationale topambtenaren: Claude-France Arnould, Jacques Attali, Michel Camdessus, Jacques de Larosière, Jean-Claude Trichet, Pascal Lamy.
- Buitenlanders: Sigrid Kaag (Nederlands minister), Edem Kodjo (voormalig premier van Togo), Kajsa Ollongren (Nederlands minister), Nicéphore Soglo (president van Benin) en Tea Tsoeloekiani (Georgisch minister)